# رسالة برنابا

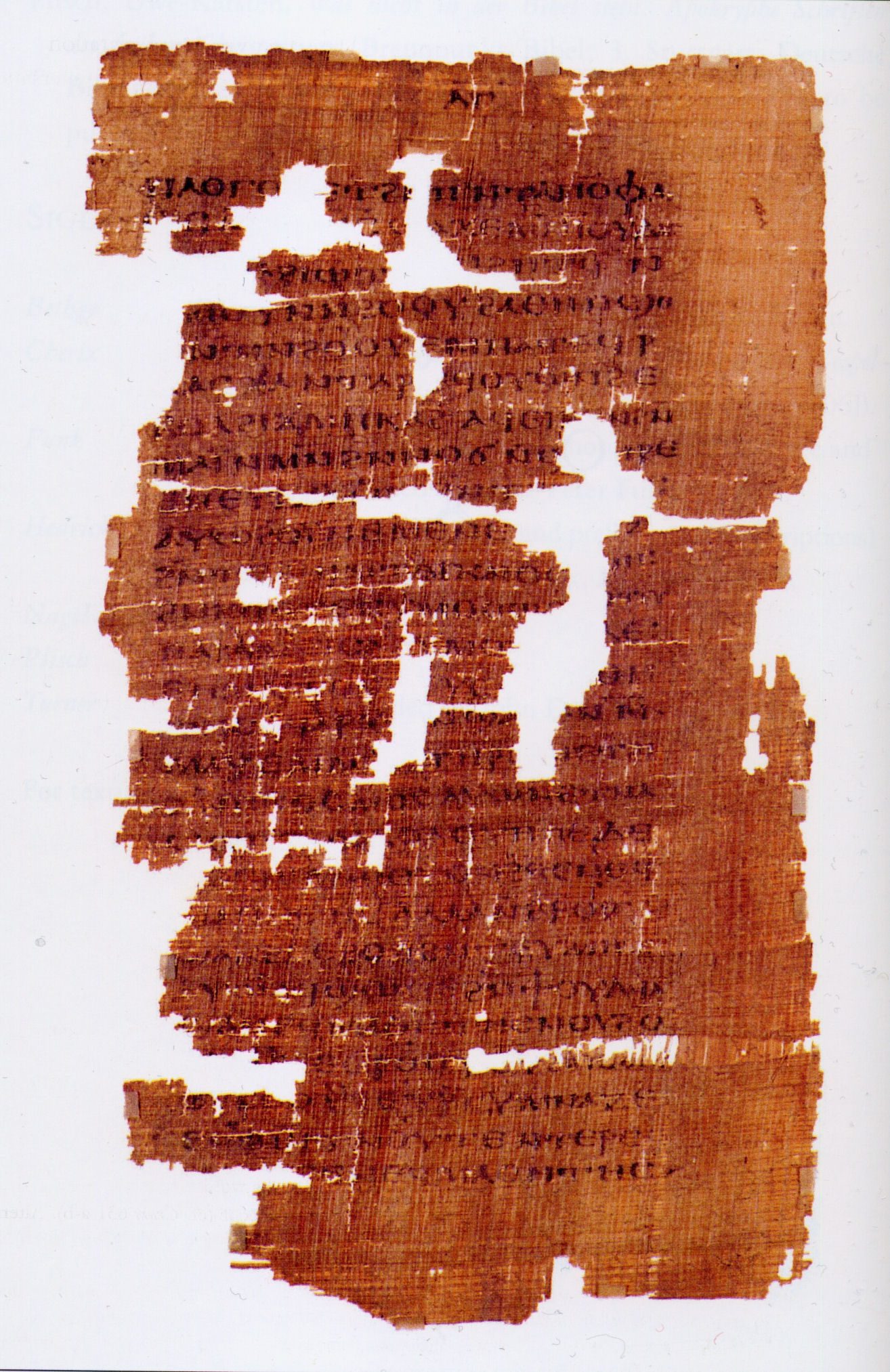

رسالة برنابا رسالة يونانية من 21 فصلا محفوظة بالكامل في المخطوطة السينائية حيث تظهر في آخر العهد الجديد فيها. تنسب الرسالة تقليديا إلى برنابا المذكور في سفر أعمال الرسل، وينسبها البعض إلى برنابا الإسكندراني أو إلى معلم مسيحي مجهول. وحسب مخطوطة كلارومونتانوس فهناك نسخة من 850 سطرا في قائمة الكتب القانونية. وهي غير إنجيل برنابا.
هذه الرسالة من الرسائل التعليمية، وهى لبرنابا الرسول وهى محفوظة بالكامل في المخطوطة السينائية حيث تظهر في آخر العهد الجديد، وقد أثبت كل من أكليمندس الإسكندرى وأوريجانوس ويوسابيوس القيصرى صحة نسبة الرسالة لبرنابا الرسول، وهى منشورة ضمن رسائل «الآباء الرسوليون» منشورات النور 1982, ونشرها القمص بيشوى عبد المسيح ضمن مؤلف بعنوان «حياة برنابا رسول المسيح» مكتبة المحبة.
وقد وجدت هذه الرسالة ضمن مخطوطات النسخة السينائية للكتاب المقدس، والتي ترجع إلى القرن 4 م. ويرد نصها بعد سفر الرؤيا - كذلك اعتبر العلامة أوريجانوس (ق 3 م.) هذه الرسالة من ضمن الكتاب المقدس، أما يوسابيوس المؤرخ (ق4م) فقد صنفها من بين الكتابات المختلف عليها

## مولف رسالة
يرى جيروم وكليمندس الإسكندري وسيرابيون من ثموي أن برنابا الكتابي (أعمال الرسل 11-15؛ غلاطية 2) هو من كتب الرسالة. ومع ذلك، يشير جيفورد، "لا يزال عدد قليل من العلماء يتمسكون بهذا الرأي اليوم.

## مكانته في كنيسة
رسالة برنابا تعتبر كتابًا مقدسًا في مصر، وقد تم تضمينها في المخطوطة السينائيةألقد تمت قراءته في الكنائس في القرون الثلاثة الأولى وكان حتى مرشحًا لقانون الكتاب المقدس. لذلك تم قبوله في الكنيسة كعمل معترف به ولم تتم إدانته أو انتقاده بشدة وريجانوس، الذي بدا أنه يعتقد أنها كتابة أصلية لبرنابا. وقد أدرج النص في نهاية بعض النسخ المبكرة من الكتاب المقدس،[بحاجة لمصدر] لم يعتقد الدكتور برنارد، الأستاذ السافيلي في جامعة أكسفورد، أنها أصلية فحسب، بل كانت تُقرأ في كل مكان، في كنائس الإسكندرية، كما كانت الكتب المقدسة القانونية.  وحسب مخطوطة كلارومونتانوس فهناك نسخة من 850 سطرا في قائمة الكتب القانونية.

## المخطوطات
1. المخطوطة السينائية (Codex Sinaiticus) التي تعود إلى القرن الرابع الميلادي، والتي كانت محفوظة سابقاً في سان بترسبرج والآن في لندن. وتدرج تلك المخطوطة رسالة برنابا ضمن أسفار العهد الجديد، وتضعها بعد سفر الرؤيا مباشرة.
2. المخطوطة الأورشليمية (Hierosolymitanus Codex) التي كتبت عام 1056م وكانت تلك المخطوطة محفوظة سابقاً في مدينة القسطنطينية أما الآن فهي في أورشليم. اكتشفها بيرينيوس (Bryennios) عام 1875م، وتحتوي على رسالة برنابا والديداخي ورسالة كليمندس الأولى.
3. المخطوطة الفاتيكانية (اليونانية) (859) (Codex Vaticanus grace 859) التي تعود إلى القرن الحادي عشر، وتحتوي على رسائل إغناطيوس وبوليكارويوس ورسالة برنابا، إلا أن الفصول (1: 1 – 5: 7) تنعصها، وقد وجد أن هذا الجزء نفسه مفقود أيضاً في المخطوطات الأخرى اللاحقة المنقولة عن نفس المخطوطة الأم التي نقلت عنها المخطوطة الفاتيكانية اليونانية.[3]